# Тшебаве
Тшебаве (пол. Trzebawie) — село в Польщі, у гміні Венґожино Лобезького повіту Західнопоморського воєводства.
Населення — 86 осіб (2011).
У 1975—1998 роках село належало до Щецинського воєводства.

## Демографія
Демографічна структура станом на 31 березня 2011 року:
|          | Загалом | Допрацездатний вік | Працездатний вік | Постпрацездатний вік |
| -------- | ------- | ------------------ | ---------------- | -------------------- |
| Чоловіки | 44      | 11                 | 30               | 3                    |
| Жінки    | 42      | 7                  | 22               | 13                   |
| Разом    | 86      | 18                 | 52               | 16                   |